# しんごろう
しんごろうとは、福島県南会津郡南会津町と下郷町に伝わる郷土料理のひとつ。うるち米を半つきにして団子状にしたものを竹串に刺し、甘めの味噌にすりつぶしたエゴマを混ぜ合わせたじゅうねん味噌を塗り、炭火で焼いたもの。

## 語源と風習
名前の由来について、最も広く知られているのが料理の生みの親である「新五郎」の人名からという説である。貧乏で正月にお供えする餅を買えなかった新五郎が、代わりにうるち米や屑米を炊いて（餅だと見立てて）つぶして丸め、これにエゴマを使ったじゅうねん味噌を塗って焼いた。それが非常に美味しかった事から村中で評判となり、この地方の郷土料理となったという。
このほか、やせた土地で懸命に栽培したお米を年貢で取り立てられてしまう農民が、見た目にコメだと分からないよう真っ黒なエゴマみそを塗って食べたのが起源との説もある。
近年まで、新米の収穫後にしんごろうを作り、鯨汁と共に食する習わしがあったが、現在は四季を問わず会津の特産品として販売されている。